# Погор'є
Погор'є (словен. Pohorje, вимовл. [ˈPóːxɔɾjɛ]), також відомий як Погорський масив або   Погорські гори (нім. Bachergebirge , Bacherngebirge або часто просто Bachern) — переважно лісистий, середньовисокий гірський масив на південь від річки Драва на північному сході Словенії. 
За традиційною класифікацією AVE він належить до Південних Вапнякових Альп. Геологічно він утворює частину Центральних Альп і має силікатну метаморфічну та магматичну породу. Погор'є мало заселене розкиданими селами. Є також кілька гірськолижних курортів.

## Географія
Погор'є — альпійський гірський хребет з куполовидними вершинами на південь від Драви. Він приблизно лежить у трикутнику, утвореному містами Марибор (на схід), Дравоград (на захід) та Словенське Коніце (на південь). На північному заході хребет обмежений річкою Місліня, на півдні - Вітаньською низовиною (Vitanjsko podolje), на сході гори спускаються до рівнини Драви (Dravsko polje), а на південний схід — до Погорського передгір'я (Podpohorske gorice). Масив має розміри близько 50 км зі сходу на захід і  30 км з півночі на південь і займає площу близько 840 км². Найвищі гори масиву — Чорна вершина (словен. Črni Vrh, нім. Schwarzkogel, 1543 м.н.м.), лише трохи нижчі вершини Велика Копа ( Velika Kopa) та Єжерська (Jezerski vrh, 1537 м.н.м.). Ліси вкривають понад 70% поверхні масиву.

## Геологія

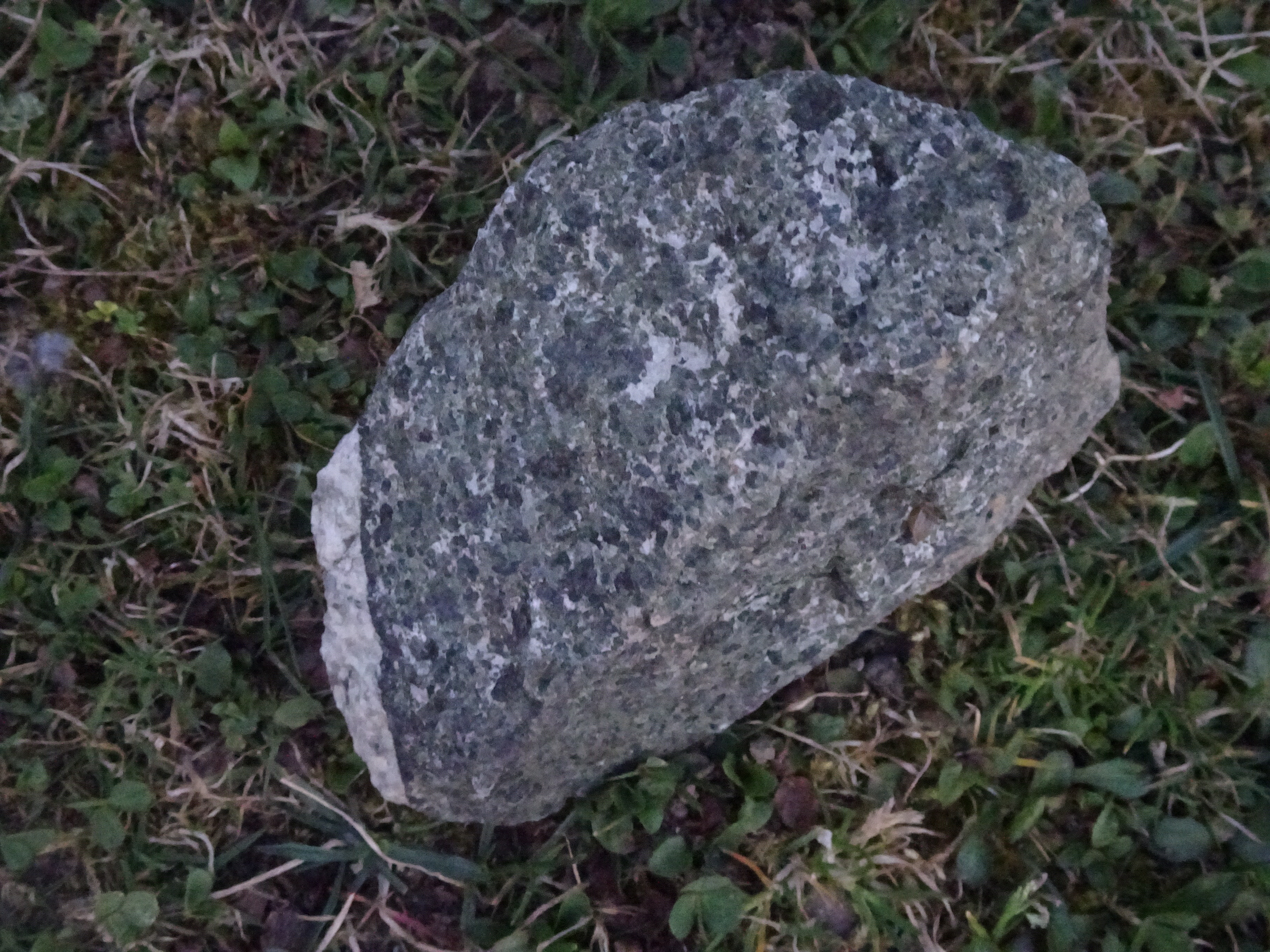
Зразок цизлакіту

Погор’є - молодий гірський масив і є найпівденнішою частиною Центральних Альп. Це єдиний гірський ланцюг у Словенії, що складений силікатами. Його периферійні частини складаються з палеозойської метаморфічної породи, а центральні частини - магматичними породами, зокрема гранодіоритом (відомим також як погорський тоналіт) та дацитом.
Поблизу села Цезлак лежить, мабуть, єдине відоме родовище цизлакіту (кварцового монзогаббро; зелена плутонічна порода). Південні частини Погор'я відомі білим мармуром, який добували в римські часи.

## Гірськолижні курорти Погор'є
На Погор'ї стоять такі гірськолижні курорти:
- Гірськолижний курорт Рогла
- Гірськолижний курорт Копе – Рибниця Погор’є
- Гірськолижний курорт Марибор Погор'є
- Гірськолижний курорт Тріє Кралі

## Радіовежі
Поблизу вершин пагорбів в гірському масиві розташовані телевізійний і радіопередавач Погор'є та військова радіолокаційна станція управління повітряним рухом RP-2.